# Valu lui Traian
Valu lui Traian (in passato Hasancea) è un comune della Romania di 10 139 abitanti, ubicato nel distretto di Costanza, nella regione storica della Dobrugia.